# Ian Stewart, Baron Stewartby

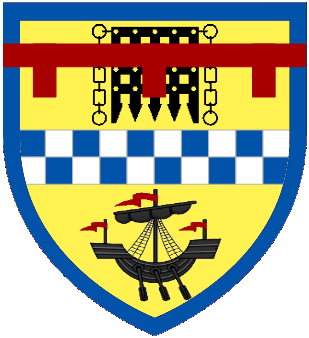
Wappenschild des Lord Stewartby

Bernard Harold Ian Halley Stewart, Baron Stewartby Kt PC RD FRSE FSA FBA (* 10. August 1935; † 3. März 2018) war ein britischer Wirtschaftsmanager, Numismatiker und Politiker der Conservative Party, der von 1974 bis 1992 Mitglied des House of Commons und von 1992 bis 2015 Mitglied des House of Lords war.

## Leben

### Militärische und berufliche Laufbahn sowie Unterhausabgeordneter
Nach dem Schulbesuch absolvierte Stewart zwischen 1954 und 1956 eine Ausbildung zum Reserveoffizier der Royal Naval Reserve und wurde zuletzt zum Lieutenant Commander befördert. Nach weiteren Ausbildungen war er von 1959 bis 1960 Broker bei Seccombe Marshall & Campion sowie später von 1965 bis 1975 Direktor der British Numismatic Society.
Nachdem er bei den Unterhauswahlen vom 18. Juni 1970 im Wahlkreis Hammersmith North für die Conservative Party erstmals ohne Erfolg für einen Sitz im House of Commons kandidiert hatte, wurde er 1971 Direktor der Privatbank Brown, Shipley & Co und war dort bis 1983 tätig. 1972 wurde ihm die Decoration for Officers of the Royal Naval Reserve verliehen.
Bei den Unterhauswahlen am 28. Februar 1974 wurde Stewart erstmals als Abgeordneter in das House of Commons gewählt und vertrat dort zuerst den Wahlkreis Hitchin, ehe er nach der Wahl vom 9. Juni 1983 bis zur Unterhauswahl am 9. April 1992 den Wahlkreis North Hertfordshire vertrat. In den Jahren 1977 bis 1979 war er Mitglied des Unterhausausschusses für öffentliche Ausgaben sowie zeitgleich zwischen 1978 und 1979 Sprecher der oppositionellen Fraktion der konservativen Tories für das Bankengesetz.
Neben seinem Mandat im Unterhaus war er auch in der Kommunalpolitik tätig und zwischen 1980 und 1995 Mitglied des Rates von Haileybury. Er engagierte sich ferner seit 1974 als Vizepräsident des Kinderschutzbundes sowie seit 1978 als Vizepräsident der St John Ambulance und war daneben von 1975 bis 1992 auch Vize-Vorsitzender des Komitees des Kinderschutzbundes in Westminster.

### Juniorminister
Nach dem Erfolg der Conservative Party bei den Unterhauswahlen am 3. Mai 1979 und dem Amtsantritt von Premierministerin Margaret Thatcher übernahm er sein erstes Regierungsamt und war bis 1983 Parlamentarischer Privatsekretär von Schatzkanzler Geoffrey Howe sowie im Anschluss von Januar bis Oktober 1983 Parlamentarischer Unterstaatssekretär im Verteidigungsministerium und dort zuständig für die militärische Beschaffung.
Im Oktober 1983 kehrte er in das Schatzamt (Treasury) zurück und war dort bis 1987 Wirtschaftssekretär mit der besonderen Verantwortung für Geldpolitik und Finanzinstitutionen, ehe er im Anschluss bis 1988 als Staatsminister für das Heer wieder im Verteidigungsministerium arbeitete. Zuletzt war Stewart zwischen 1988 und 1989 Staatsminister beim Nordirlandminister. Zuletzt war er während seiner Unterhauszugehörigkeit von 1991 bis 1992 Mitglied des Unterhausauszuschusses für öffentliche Konten.
Während dieser Zeit wurde er 1986 Commander des Order of Saint John sowie 1989 auch Mitglied des Privy Council.

### Wirtschaftsmanager und Oberhausmitglied
Nachdem er 1990 von Thatchers Nachfolger John Major nicht mehr mit einem Regierungsamt betraut wurde, übernahm er zunehmend Funktionen in der Privatwirtschaft, wo er zwischen 1990 und 2005 Vorsitzender von The Throgmorton Trust plc sowie zugleich von 1990 bis 2007 Direktor von Diploma plc.
1991 wurde Steward als Knight Bachelor zum Ritter geschlagen und führte fortan den Namenszusatz „Sir“. 1992 wurde er Knight of Justice des Order of Saint John. Durch ein Letters Patent vom 20. Juli 1992 wurde er nach seinem Ausscheiden aus dem Unterhaus als Life Peer mit dem Titel Baron Stewartby, of Portmoak in the District of Perth and Kinross, in den höheren Adelsstand erhoben. Kurz darauf erfolgte seine Einführung als Mitglied des House of Lords.
In der Folgezeit wirkte er weiter in der Privatwirtschaft und war unter anderem von 1993 bis 1995 Vorsitzender von Delian Lloyd’s Investment Trust plc, zugleich stellvertretender Vorsitzender von Standard Chartered plc (1993 bis 2004) und von Amlin plc (1995 bis 2006) sowie zwischen 1995 und 2002 Direktor der Portman Building Society. In dieser Zeit fungierte er von 1993 bis 1997 auch als Direktor der Finanzmarktaufsichtsbehörde Financial Services Authority (FSA) und wurde 1994 Ehren-Fellow des Jesus College der University of Cambridge.
Lord Stewartby, ein anerkannter Finanzfachmann, war zeitweise Sekretär des Parlamentarischen Finanzkomitees der Conservative Party sowie von 2000 bis 2005 Trustee des Parlamentarischen Pensionsfonds. Daneben war er von 1996 bis 2001 Vorsitzender des Schatzbewertungskomitees.
Des Weiteren engagierte er sich in zahlreichen Organisationen wie zum Beispiel von 1993 bis 2003 als Vorsitzender des Komitees der British Academy für die Sylloge of Coins of the British Isles, deren Mitglied er bereits seit 1967 war. Seit 2002 war er darüber hinaus Präsident des Sir Halley Stewart Trust.
Lord Stewartby, der Fellow der British Academy (1981) und der Royal Society of Edinburgh (1986) war, fungierte seit 2008 als Ehrenverwalter der mittelalterlichen Münzensammlung des Fitzwilliam-Museums der University of Cambridge.
Am 12. November 2015 erklärte er seinen Altersruhestand und schied aus dem House of Lords aus.